# Metacycla insolita
Metacycla insolita es una especie de insecto coleóptero de la familia Chrysomelidae.
Fue descrita científicamente en 1861 por LeConte.